# 162173 Ryugu
162173 Ryugu è un asteroide near-Earth. Scoperto nel 1999, presenta un'orbita caratterizzata da un semiasse maggiore pari a 1,1910134 au e da un'eccentricità di 0,1910464, inclinata di 5,86589° rispetto all'eclittica.
Le sue caratteristiche orbitali lo qualificano come asteroide Apollo ed è un oggetto potenzialmente pericoloso. È stato raggiunto dalla missione Hayabusa 2 dell'Agenzia spaziale giapponese (JAXA), che ha eseguite osservazioni ravvicinate dell'asteroide per 18 mesi. La sonda ha inoltre recuperato 5,424±0,217 g di campioni, che ha riportato sulla Terra, completando la sua missione principale, il 5 dicembre 2020.
La forma di Ryugu ricorda quella di una trottola, che ha raggio equatoriale di 502±2 m e raggio polare di 438±2 m. La massa è stata stimata in 4,50×1011 kg, mentre la densità media è risultata essere pari a 1,19±0,02 g/cm³. Ryugu non si presenta come un monolito, ma come un agglomerato di detriti. Questa struttura interna si sarebbe originata come conseguenza di un impatto tra asteroidi che avrebbe condotto alla distruzione di uno o entrambi gli oggetti coinvolti. I frammenti prodotti si sarebbero riaggregati in parte andando a formare Ryugu. L'asteroide completa una rotazione attorno al proprio asse in 7,63262±0,00002 h, in verso retrogrado.
Ryugu esegue incontri particolarmente stretti con il nostro pianeta, presentando una minima distanza all'intersezione dell'orbita (MOID) con la Terra pari a 0,000281235 unità astronomiche (42 072,2 km), prossima alla distanza dell'orbita geostazionaria. Il passaggio più stretto nell'immediato futuro avverrà il 5 dicembre 2076, quando l'asteroide transiterà a 0,00862 unità astronomiche (1 290 000 km) dalla Luna e a 0,01044 unità astronomiche (1 562 000 km) dalla Terra.
La scelta del nome è avvenuta nel 2015, quando Ryugu era stato già selezionato come obiettivo della missione esplorativa giapponese ed è tratto da un racconto mitologico della cultura giapponese: la storia di Urashima Tarō. Nella leggenda, Ryūgū-jō è il palazzo mitico sul fondo del mare da cui il protagonista ritorna con un cofanetto di tesori, così come la sonda avrebbe riportato sulla Terra i campioni prelevati dall'asteroide.

## Osservazione
Ryugu all'opposizione raggiunge in condizioni favorevoli una magnitudine prossima alla diciottesima, quando altrimenti ha una magnitudine compresa tra la ventunesima e la ventitreesima; in opposizioni particolarmente favorevoli, può risultare più luminoso, come avvenuto nel novembre del 2020 quando ha raggiunto magnitudine 17,8 e come avverrà prossimamente nel novembre 2033 - con magnitudine 16,2 - e, poi, nel novembre 2076, quando raggiungerà la tredicesima magnitudine.
162173 Ryugu non è mai visibile ad occhio nudo ed è necessario un telescopio per osservarlo.

## Storia osservativa
Scoperta
L'asteroide è stato scoperto il 10 maggio 1999 come un oggetto con magnitudine 17,7 da astronomi del progetto LINEAR, un programma di ricerca del Lincoln Laboratory del MIT, in collaborazione con l'USAF e la NASA, per l'individuazione sistematica dei NEO (near-Earth object) tramite un telescopio robotico sito nel Lincoln Laboratory Experimental Test Site, nel White Sands Missile Range, presso Socorro, nel Nuovo Messico. All'asteroide fu assegnata la designazione provvisoria 1999 JU3.
Nei giorni e nei mesi seguenti alla scoperta, l'asteroide fu oggetto di molteplici osservazioni, volte principalmente a rilevarne la posizione per la determinazione dell'orbita. Nel 2000 furono individuate inoltre immagini di prescoperta acquisite il 14 aprile 1986 dall'osservatorio di Siding Spring, in Australia.
Osservazioni successive
Ryugu risultò piuttosto presto un oggetto degno di interesse per due caratteristiche: percorreva un'orbita prossima a quella terrestre, che lo rende raggiungibile attraverso una missione esplorativa con un quantitativo di propellente contenuto; appartiene alla classe spettrale degli asteroidi di tipo C, piuttosto rari nel sistema solare interno. Per questa ragione fu incluso, con altri 48 asteroidi, in una campagna osservativa condotta tra il gennaio 1998 e il gennaio del 2000 dall'osservatorio di Monte Palomar, e nella sua estensione nei tre anni seguenti, che coinvolse altri osservatori statunitensi.
Dopo il successo della missione Hayabusa dell'Agenzia spaziale giapponese, che, lanciata nel 2003, raggiunse l'asteroide di tipo S 25143 Itokawa nel 2005, si iniziò a pianificare una seconda missione giapponese per il recupero di campioni dalla superficie di un asteroide. Nel 2007, Ryugu fu indicato come possibile obiettivo della missione e fu oggetto di un'intensa campagna osservativa, volta ad acquisirne la curva di luce, al fine di determinarne il periodo di rotazione, le dimensioni ed a caratterizzarne la superficie. Nel frattempo, l'orbita dell'asteroide era stata calcolata con sufficiente accuratezza da assegnarli il numero definitivo 162173, ma non ancora un nome.
Nel biennio 2011-2012 fu oggetto di una seconda campagna osservativa, dopo essere stato selezionato come obiettivo primario della missione Hayabusa 2, che sarebbe stata lanciata nel 2014, e come obiettivo di riserva per la missione statunitense OSIRIS-REx, lanciata nel 2016.
A lancio avvenuto della missione Hayabusa 2, nell'agosto del 2015 l'Institute of Space and Astronautical Science ha indetto un concorso pubblico in Giappone per assegnare un nome all'asteroide. L'ottobre seguente l'istituto giapponese comunicò di aver scelto il nome Ryugu, da un racconto mitologico della cultura giapponese: la storia di Urashima Tarō. Nella leggenda, Ryūgū-jō è il palazzo mitico sul fondo del mare da cui il protagonista ritorna con un cofanetto di tesori, così come la sonda avrebbe riportato sulla Terra i campioni prelevati dall'asteroide. Secondo il regolamento dell'Unione Astronomica Internazionale (IAU) per l'assegnazione dei nomi agli asteroidi, l'onore di indicarlo spetta ai suoi scopritori. Furono, quindi, gli astronomi del progetto LINEAR a dare voce ai colleghi giapponesi, facendo proprio il loro suggerimento. L'IAU approvò la nuova denominazione con una comunicazione del 28 settembre 2015.

## Esplorazione:Hayabusa 2
Il 3 dicembre 2014, l'Agenzia spaziale giapponese ha lanciato la sonda Hayabusa 2, con l'obiettivo di raggiungere l'asteroide 162173 Ryugu, osservarne la superficie da distanza ravvicinata, rilasciare alcuni rover, raccogliere dei campioni e riportarli sulla Terra. La sonda raggiunse Ryugu il 27 giugno 2018, rimanendo in prossimità dell'asteroide fino al 13 novembre 2019, generalmente ad una distanza di circa 20 km dalla superficie, salvo avvicinarsi per svolgere compiti specifici.
Il 21 settembre 2018 la sonda ha rilasciato una coppia di piccoli rover, denominati MINERVA-II 1A e 1B, che raccolsero immagini ravvicinate della superficie e misure della temperatura. Un terzo rover, MASCOT, dotato di strumenti scientifici più sofisticati, fu rilasciato il 3 ottobre 2018. Alimentato da una batteria, raccolse dati per 17 ore. Un anno dopo, il 3 ottobre 2019, fu rilasciato infine un quarto rover, MINERVA-II 2.
La sonda inviò sulla superficie anche un lander, denominato Small Carry-on Impactor (SCI), nell'aprile del 2019. Lo Small Carry-on Impactor trasportava un sistema per lanciare un proiettile verso la superficie, esporre del materiale non degradato alla vista di Hayabusa 2 e permetterne il campionamento. La sonda raccolse campioni il 21 febbraio 2019 e l'11 luglio 2019: la prima volta dalla superficie così come si presentava al suo arrivo, la seconda volta nell'area di attività dello Small Carry-on Impactor. Nel novembre del 2019, Hayabusa 2 intraprese il viaggio che le avrebbe permesso di riportare sulla Terra i campioni raccolti sull'asteroide. La capsula fu immessa in una traiettoria di rientro e raggiunse la superficie, all'interno della Woomera Prohibited Area in Australia, il 5 dicembre 2020 (6 dicembre per il fuso locale). Sono stati recuperati 5,424±0,217 g di materiale, 3,237±0,002 g dal primo sito e 2,025±0,003 g dal secondo. Una frazione pari al 60% del campione raccolto è stata oggetto di indagini scientifiche nel biennio 2021-2022 da parte della JAXA, della NASA e di altri istituti internazionali, mentre il rimanente 40% è stato custodito intatto per future necessità di studio.

## Parametri orbitali e rotazione

L'orbita di Ryugu (in verde), confrontata con quella della Terra (in blu) e degli asteroidi 142 Polana (in rosso) e 495 Eulalia (in ciano).

Ryugu completa un'orbita attorno al Sole in circa 474 giorni (1,3 anni), ad una distanza media di 1,19 au, con un'eccentricità orbitale di 0,19. Al perielio (il punto dell'orbita più prossimo al Sole), l'asteroide raggiunge una distanza di 0,963 au dalla stella, venendosi a trovare all'interno dell'orbita della Terra; all'afelio, a 1,419 au, raggiunge invece la distanza massima dalla stella. Ryugu appartiene dunque agli asteroidi di tipo Apollo. L'orbita, inoltre, è inclinata rispetto al piano dell'eclittica di 5,87°.
L'asteroide presenta una minima distanza all'intersezione dell'orbita (MOID) con la Terra pari a 0,000281235 unità astronomiche (42 072,2 km), prossima alla distanza dell'orbita geostazionaria. Ryugu può quindi eseguire incontri particolarmente stretti con il nostro pianeta. Il più stretto nell'immediato futuro, avverrà il 5 dicembre 2076, quando l'asteroide transiterà a 0,00862 unità astronomiche (1 290 000 km) dalla Luna e a 0,01044 unità astronomiche (1 562 000 km) dalla Terra.
Ryugu completa una rotazione attorno al proprio asse in 7,63262±0,00002 h, in verso retrogrado. L'asse di rotazione è inclinato di 171,64°±0,03° rispetto al piano orbitale.

## Formazione
Ryugo non si presenta come un monolito, ma come un agglomerato di detriti - comunemente descritto con la locuzione inglese rubble pile. Questa struttura può originarsi come conseguenza di un impatto tra asteroidi che conduca alla distruzione di uno o entrambi gli oggetti coinvolti. I frammenti prodotti possono dunque riaggregarsi, andando a formare uno o generalmente più nuovi corpi. Questo è ciò che si ritiene sia accaduto per Ryugo, che è stato posto in relazione con due famiglie collisionali, la famiglia Eulalia e la famiglia Polana, rappresentate rispettivamente dagli asteroidi 495 Eulalia e 142 Polana. I due gruppi appartengono alla fascia principale; Ryugu dunque non si sarebbe formato attorno alla Terra, ma vi sarebbe migrato successivamente.
Poiché Ryugu non ha subito notevoli alterazioni da quando si sarebbe riaggregato, può fornire informazioni utili anche sul corpo progenitore, che non risulta fosse differenziato. Analizzando il suo contenuto d'acqua e di anidride carbonica, è stato suggerito che il corpo progenitore si sia formato oltre il limite della neve, forse anche oltre l'orbita di Giove, e che solo successivamente alcuni suoi frammenti si siano spostati nella regione della fascia principale interna. La prolungata permanenza nel sistema solare interno avrebbe comunque esposto alla degradazione meteorica la superficie, che ha mantenuto caratteristiche più primitive in prossimità dei poli.

## Caratteristiche fisiche

### Massa e dimensioni

Sequenza di immagini che mostra Ryugu in rotazione, ottenuta con gli scatti realizzati dalla sonda Hayabusa 2.

Analisi eseguite nel 2012 da Thomas G. Müller et al. fornirono una prima valutazione della forma e delle dimensioni di Ryugu, suggerendo che l'asteroide fosse "quasi sferico", con rotazione retrograda, ed avesse un diametro di 0,85–0,88 km e un'albedo geometrica compresa tra 0,044 e 0,050. Quando il 14 giugno 2018, furono pubblicate le prime immagini riprese dalla sonda Hayabusa 2 da una distanza di 700 km, rivelarono che Ryugu ha una forma a diamante con un diametro medio di circa 1 km e confermarono la rotazione retrograda. Le osservazioni successive hanno permesso di ottenere una stima accurata delle dimensioni e della forma dell'asteroide, che ha raggio equatoriale di 502±2 m e raggio polare di 438±2 m. Il suo volume è stato stimato in 0,377 km³. La massa è stata stimata in 4,50×1011 kg, valutando l'attrazione gravitazionale esercitata sulla sonda durante avvicinamenti balistici. Di conseguenza, è stata dedotta una densità di 1,19±0,02 g/cm³.
Come detto, Ryugu non si presenta come un monolito, ma come un agglomerato di detriti (altrimenti descritto come rubble pile), con una porosità superiore al 50%. L'accelerazione di gravità è stata stimata in 1,473×10−4 m/s² in corrispondenza dei poli e in 1,403×10−4 m/s² all'equatore. Presenta un campo gravitazione piuttosto omogeneo, escludendo la presenza di eterogeneità nell'asteroide, che avrebbero prodotto un incremento localizzato del campo gravitazione.
La forma di Ryugu ricorda una trottola, con una cresta equatoriale denominata Ryujin Dorsum, da cui si dipartono due tronchi di cono, le cui superfici laterali presentano un'inclinazione di circa 34° rispetto all'asse di rotazione. Questa forma, comune tra asteroidi rapidamente rotanti come 66391 Moshup, 101955 Bennu e 1950 DA, suggerisce che la velocità di rotazione di Ryugu sia diminuita nel tempo.

### Composizione

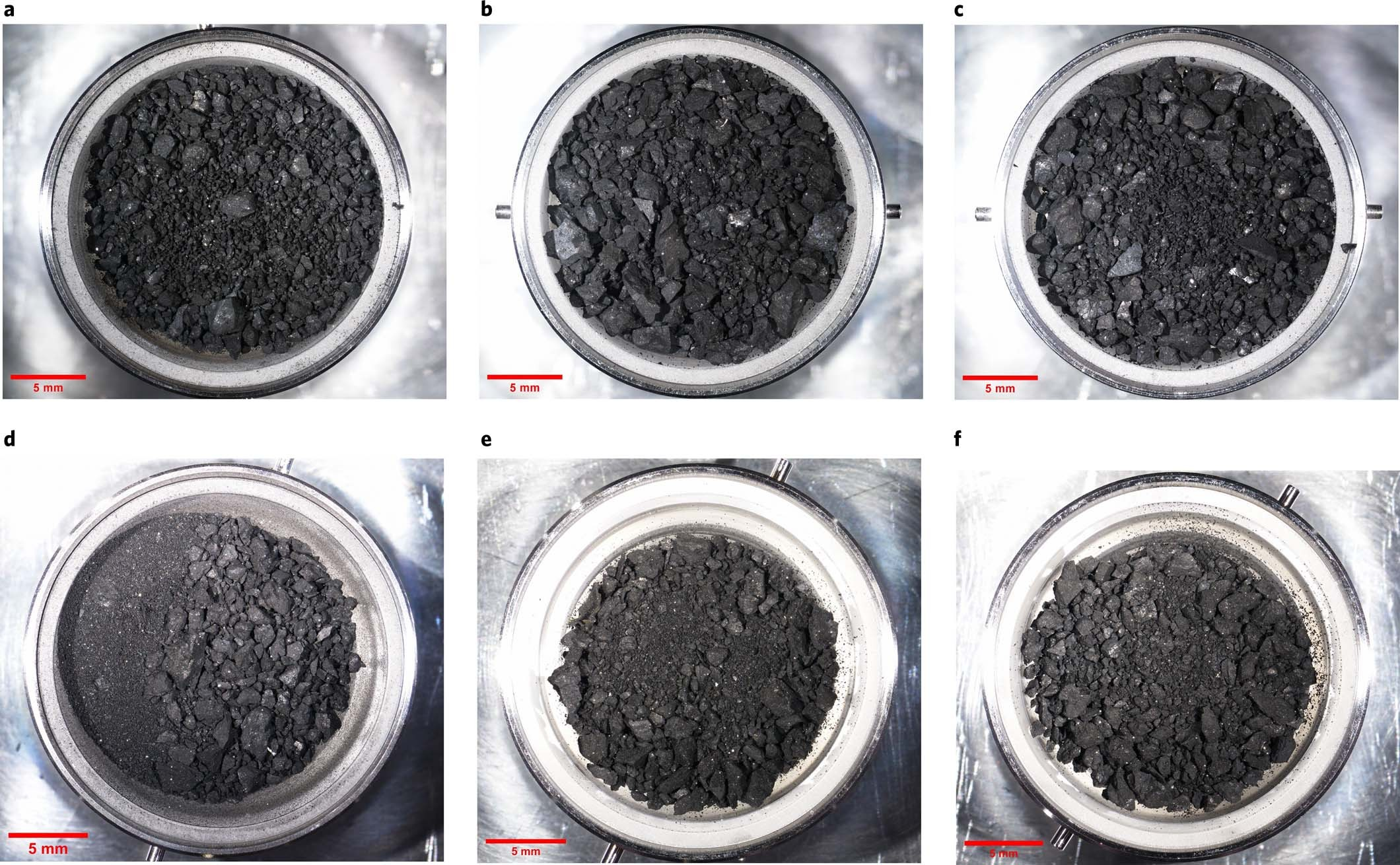
I campioni di Ryugu riportati sulla Terra dalla sonda Hayabusa 2.

Spettroscopicamente Ryugu è classificato come asteroide di tipo Cb, una sottoclasse degli asteroidi carboniosi di tipo C. È stato anche suggerito che Ryugu appartenga alla classe degli asteroidi di tipo B, di cui la classe Cb risulterebbe un'evoluzione in conseguenza della meteorizzazione.
Le osservazioni dalla sonda Hayabusa 2 indicano che si compone principalmente di fillosilicati. Nei campioni riportati sulla Terra, questi si distinguono principalmente in serpentino e saponite, in rapporto molare 3:2. La restante parte dei grani è risultata composta da carbonati, magnetiti e solfuri. Rilevante l'assenza di grani metallici. La somiglianza maggiore è stata riscontrata con le condriti CI.

## Superficie

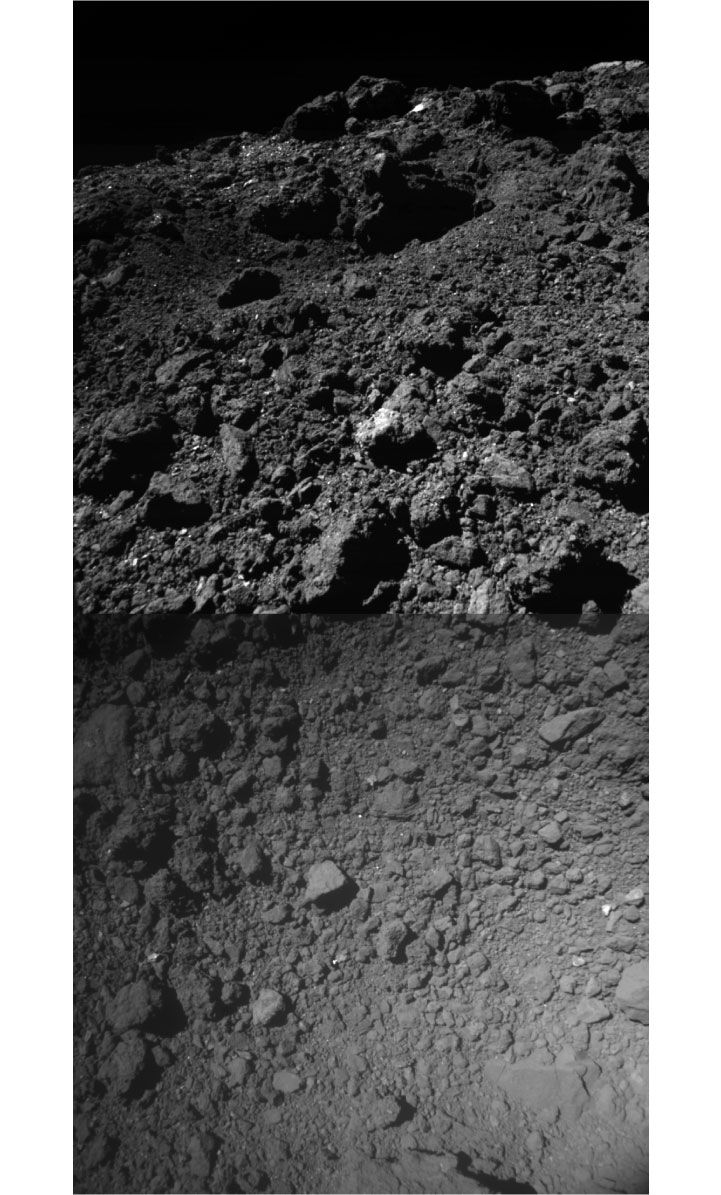
La superficie di Ryugu ripresa da Hayabusa 2.

Le osservazioni eseguite dalla sonda Hayabusa 2 hanno rivelato che la superficie è molto giovane, con un'età di 8,9±2,5 milioni di anni, stimata dall'analisi dell'esito dell'impatto provocato dal Small Carry-on Impactor (SCI). La superficie, inoltre, è porosa e non contiene polvere, o ne contiene molto poca. Le rilevazioni eseguite con il radiometro MARA, di cui era stato dotato MASCOT, hanno indicato una bassa conducibilità termica dei macigni presenti sulla superficie, fornendo un'indicazione dell'elevata porosità dei macigni stessi. Questo risultato suggerisce inoltre che i meteoroidi originatesi dagli asteroidi di tipo C siano troppo fragili per sopravvivere all'ingresso in atmosfera.
La fotocamera MASCam, installata a bordo di MASCOT, ha evidenziato due tipi differenti di rocce, entrambe pressoché nere e con scarsa coesione interna. Mentre non è stata individuata della regolite. Le rocce appartenenti al primo tipo apparivano più chiare, con superfici lisce e bordi netti; le altre erano più scure, con una superficie friabile, che ricordava quella di un cavolfiore. Quest'ultime presentavano inoltre delle piccole inclusioni di materiale più chiaro, caratterizzato da una diversa risposta spettroscopica, simile alle condriti CI.

### Crateri
Sulla superficie di Ryugu sono stati identificati 77 crateri, che non sono uniformemente distribuiti sulla superficie. Risultano infatti più numerosi alle basse che alle alte latitudini; inoltre, vengono nuovamente a diminuire nella porzione occidentale della cresta (tra le latitudini 160°E e 290°E), rispetto a quella centrata sul meridiano principale (tra le latitudini 300°E e 30°E). Tale distribuzione non può essere casuale, ma deve essere correlata alla complicata storia geologica dell'asteroide. In conseguenza della missione, inoltre, sulla superficie è stato creato un cratere artificiale attraverso lo Small Carry-on Impactor (SCI), prodotto dal proiettile di 2 kg di rame scagliato contro la superficie il 5 aprile 2019. L'impatto ha scavato un cratere profondo circa 1 metro, esponendo del materiale scuro presente sotto la superficie dell'asteroide e generando ejecta di circa 1 cm di spessore.

### Macigni
Sulla superficie di Ryugu sono presenti 4400 macigni maggiori di 5 metri di diametro. La loro densità per unità di aerea (pari a un macigno maggiore di 20 metri ogni 50 km²) è risultata maggiore su Ryugu rispetto a quanto osservato su Itokawa o Bennu. Il loro numero elevato è stato spiegato come conseguenza del processo di formazione di Ryugu, che si sarebbe riassemblato dopo la distruzione catastrofica di un corpo progenitore. I macigni, in effetti, hanno un aspetto simile ai frammenti prodotti nei test di impatto in laboratorio. Il masso più grande presente sulla superficie di Ryugu, denominato Otohime, ha dimensioni ~160 × 120 × 70 m ed è troppo grande perché possa essere un detrito espulso durante la formazione di un cratere.

## Campo magnetico
Il magnetometro MasMag installato a bordo del rover MASCOT non ha rilevato alcun campo magnetico globale o locale su Ryugu. Ciò indica che il corpo progenitore di Ryugu si sarebbe esso stesso formato in un ambiente privo di forti campi magnetici. Questo risultato tuttavia non può essere generalizzato a tutti gli asteroidi di tipo C.